# Мінімальна еволютивна швидкість
 Мінімальна еволютивна швидкість  (V MC) - це швидкість на зльоті, за якої в разі раптової відмови критичного двигуна забезпечується можливість збереження керування літаком із двигуном що не працює  і витримування режиму прямолінійного польоту на цій швидкості з креном не більше ніж 5 градусів.
 Мінімальна еволютивна швидкість розбігу  (V MCG) - це швидкість, на якій у разі раптової відмови критичного двигуна в процесі розбігу є можливість збереження керування літаком за допомогою тільки аеродинамічних органів керування (без використання керування колесом передньої опори) для безпечного продовження зльоту. При цьому літак не повинен відхилитися від осьової лінії більше ніж на 10 метрів. АВІАЦІЙНІ ПРАВИЛА Частина 25 НОРМИ Льотної придатності літаків ТРАНСПОРТНОЇ КАТЕГОРІЇ 25.149. Мінімальна еволютивна швидкість

## Мінімальна еволютивна швидкість
Розглянемо балансування літака з лівим двигуном, що відмовив. Тяга правого двигуна на плечі до центру тяжіння дає шляховий розгортальний момент. Цей момент компенсується розвертальним моментом від відхиленого керма напрямку. Бічна сила на кермі напрямку компенсується бічною силою на фюзеляжі, що виникає від ковзання на ліве крило. Від ковзання виникає додатковий шляховий момент стійкості, який доводиться компенсувати додатковим відхиленням керма напрямку.

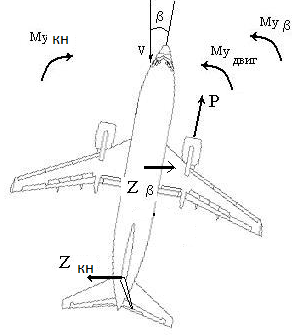
Вид зверху

Щоб зменшити потрібний кут відхилення керма напрямку і позбутися ковзання, потрібно створити невеликий крен (3 - 5°) на двигун що працює. При цьому бічна частина сили тяжіння компенсуватиме бічну силу від керма напрямку.

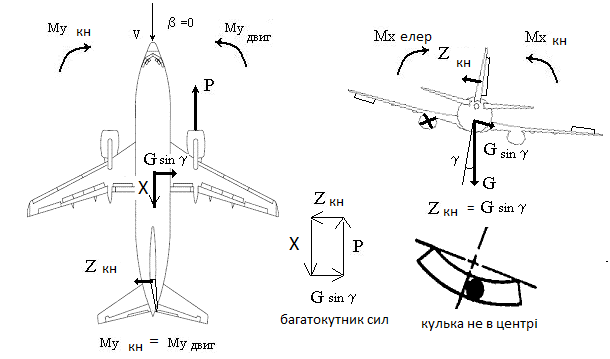
Балансування з нульовим ковзанням

Що більшим буде крен, то меншим буде потрібне відхилення керма напрямку. Але при цьому виникне ковзання на праве крило і лобовий опір літака почне зростати, тяги одного двигуна  може стати недостатньо для підтримки швидкості літака.

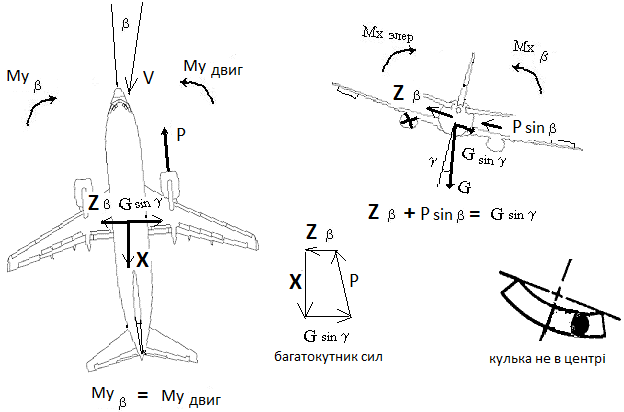
балансування з нульовим зусиллям на кермі напряму

Більш докладно політ із двигуном, що відмовив, описано на сторінці Відмова двигуна на зльоті.
Мінімальна безпечна швидкість зльоту V2 має бути не меншою, ніж 1.1 V mc. АВІАЦІЙНІ ПРАВИЛА Частина 25 НОРМИ Льотної придатності літаків ТРАНСПОРТНОЇ КАТЕГОРІЇ 25.107. Злітні швидкості

## Мінімальна еволютивна швидкість розбігу
Швидкість V1 не повинна бути меншою, ніж швидкість V mcg плюс швидкість, що досягається при критичному двигуні що не працює в період між моментом відмови критичного двигуна та моментом, коли пілот розпізнає відмову двигуна та реагує на неї, що визначається початком першої дії пілота з гальмування літака (наприклад, застосування гальм, зменшення тяги). АВІАЦІЙНІ ПРАВИЛА Частина 25 НОРМИ Льотної придатності літаків ТРАНСПОРТНОЇ КАТЕГОРІЇ 25.107. Злітні швидкості
Під час руху літака землею у пілотів є чотири способи управління бічним рухом: - аеродинамічний момент від керма напряму, працює на великих швидкостях; - розгортальний момент від керованого переднього колеса, працює за умови обтиснутої передньої стійки та достатнього зчеплення із ЗПС; - розгортальний момент від диференціального гальмування коліс основних стійок, також потрібне достатнє зчеплення коліс із поверхнею ЗПС; - розгортальний момент від різниці тяг двигунів, працює на слизьких ЗПС, складність у великому часі реакції двигунів.
Під час розрахунку мінімальної еволютивної швидкості розбігу в цивільній авіації розглядають тільки канал аеродинамічного управління, у військовій - додають ще канал управління переднім колесом.
Але пілоти мають пам'ятати, що в них є ще щонайменше два канали керування літаком на ЗПС для використання за крайньої потреби. Перевірено на практиці, якщо літак уже не керується переднім колесом, то він ще керуватиметься роздільним гальмуванням основних стійок і несиметричною тягою двигунів.

## Дивись також
- Зліт
- Швидкості V
- Відмова двигуна на зльоті